# Martin Hahn
Pour les articles homonymes, voir Hahn.
Martin Hahn, né le 6 mai 1997, est un coureur du combiné nordique allemand.

## Biographie
Licencié au VSC Klingenthal, il prend son premier départ en compétition internationale à l'été 2012 dans la Coupe OPA.
En 2016, il participe à son premier championnat du monde junior à Rasnov et remporte sa première médaille avec l'argent sur l'épreuve par équipes.
Hahn remporte ensuite deux épreuves dans la Coupe OPA en Allemagne (été 2016 et hiver 2017), avant de remporter une médaille de bronze en individuel (10 km) aux Championnats du monde junior à Soldier Hollow, suivie par des débuts en Coupe du monde à Sapporo, puis notamment une quatrième place en Coupe continentale à Nijni Taguil.

## Palmarès

### Coupe du monde
- Meilleur classement général : 68e en 2019.
- Meilleur résultat individuel : 30e.

#### Classements détaillés
| Année     | Classement général final |
| --------- | ------------------------ |
| 2018-2019 | 68e                      |
| 2019-2020 | -                        |
| 2020-2021 | -                        |

### Championnats du monde junior
| Épreuve / Édition | Épreuve / Édition | Rasnov 2016 | Soldier Hollow 2017 |
| ----------------- | ----------------- | ----------- | ------------------- |
| Gundersen (10 km) | Gundersen (10 km) | 6e          | Bronze              |
| Gundersen (5 km)  | Gundersen (5 km)  |             | 21e                 |
| Par équipes       | Par équipes       | Argent      | 5e                  |